# Pirati Civitavecchia
Gli Snipers Civitavecchia sono una società italiana di hockey in-line con sede a Civitavecchia. I suoi colori sociali sono azzurro e il nero; è stata costituita nel 2012.
Nel suo palmarès annovera la vittoria di 1 Coppa Italia.

## Cronistoria
| Cronistoria dei Pirati Civitavecchia |
| --- |
| - 2000 · Fondazione della A.S.D. Pirati Civitavecchia. - 2000-2001 · Attività giovanile. - 2001-2002 · Attività giovanile. - 2002-2003 · 2º nel girone C in Serie A2, primo turno dei play-off promozione. - 2003-2004 · 4º nel girone A in Serie A2. Fase a gironi di Coppa Italia. - 2004-2005 · 5º nel girone B1 in Serie A2. - 2005-2006 · 3º nel girone B in Serie A2. - 2006-2007 · 1º nel girone B in Serie A2. Promosso in Serie A1. - 2007-2008 · 7º in Serie A1, quarti di finale dei play-off scudetto. - 2008-2009 · 6º in Serie A1, quarti di finale dei play-off scudetto. Quarti di finale di Coppa Italia. - 2009-2010 · 5º in Serie A1, quarti di finale dei play-off scudetto. Quarti di finale di Coppa Italia. Semifinale di Confederation Cup. - 2010-2011 · 6º in Serie A1, quarti di finale dei play-off scudetto. Vince la Coppa Italia (1º titolo). Semifinale di European Champions Cup. - 2011 · Rinuncia a partecipare alla Serie A1 e riparte dalla Serie B. - 2011-2012 · Serie B. - 2012-2013 · Serie B. - 2013-2014 · Serie B. - 2014 · Al termine della stagione la società viene sciolta e cessa l'attività. |

## Palmarès

### Competizioni nazionali
- Coppa Italia: 1

2010-2011

## Statistiche

### Partecipazione ai campionati
| Livello | Categoria | Partecipazioni | Debutto   | Ultima stagione | Totale |
| ------- | --------- | -------------- | --------- | --------------- | ------ |
| 1º      | Serie A1  | 4              | 2007-2008 | 2010-2011       | 4      |
| 2º      | Serie A2  | 5              | 2002-2003 | 2006-2007       | 5      |
| 3º      | Serie B   | 3              | 2011-2012 | 2013-2014       | 3      |

### Partecipazioni alle coppe nazionali
| Competizione | Partecipazioni | Debutto   | Ultima stagione |
| ------------ | -------------- | --------- | --------------- |
| Coppa Italia | 4              | 2003-2004 | 2010-2011       |

### Partecipazioni alle coppe internazionali
| Competizione           | Partecipazioni | Debutto | Ultima stagione |
| ---------------------- | -------------- | ------- | --------------- |
| European Champions Cup | 1              | 2010    | 2010            |
| Confederation Cup      | 1              | 2009    | 2009            |